# Torreya
Torreya is een botanische naam van een boomgeslacht dat wordt ingedeeld in de knoptaxusfamilie (Cephalotaxaceae) of soms in de taxusfamilie (Taxaceae).
Het geslacht is vernoemd naar John Torrey. 

## Soorten
- Californische torreya (Torreya californica)
- Torreya fargesii
- Torreya grandis
- Torreya jackii
- Torreya nucifera
- Torreya taxifolia